# باكو فورتيس
باكو فورتيس (بالإسبانية: Francisco Fortes Calvo) (4 يناير 1955 ببرشلونة في إسبانيا - ) هو مدرب كرة قدم ولاعب كرة قدم إسباني في مركز الهجوم. شارك مع منتخب إسبانيا لكرة القدم. أما مع النوادي، فقد لعب مع إسبانيول وريال بلد الوليد ونادي برشلونة ب ونادي برشلونة وسي دي مالقا ومنتخب إسبانيا لكرة القدم للهواة ونادي فارنزي.

## روابط خارجية
- باكو فورتيس على موقع ناشيونال فوتبول تيمز (الإنجليزية)
- باكو فورتيس على موقع عالم كرة القدم.نت (الإنجليزية)